# 渡辺志津男
渡辺 志津男（わたなべ しづお、1958年12月 - ）は、日本の地方公務員。
東京都下水道局長を経て、東京都下水道サービス代表取締役社長、日本SPR工法協会会長などを歴任し、日本下水道事業団理事に就任。

## 人物・経歴
福島県出身。1979年福島工業高等専門学校土木工学科卒業、1981年長岡技術科学大学工学部建設工学課程卒業、東京都庁入庁、東京都下水道局東部管理事務所配属。1996年東京都南部建設事務所設計課長。2001年東京都下水道局計画調整部副参事。2005年東京都下水道局計画調整部計画課長。
2006年東京都水道局玉川浄水管理事務所長。2008年東京都下水道局基幹施設再構築事務所長。2013年東京都下水道局計画調整部長兼日本トンネル技術協会評議員。2014年東京都下水道局技監。
2017年から東京都下水道局長を務め、老朽化施設の再整備や、浸水対策等を進めた。2018年東京都下水道サービス代表取締役社長、日本SPR工法協会会長、日本下水道光ファイバー技術協会会長。同年日本下水道事業団功労者表彰受賞。2019年下水道広報プラットホーム副会長。2021年日本下水道事業団理事（研修、国際戦略および東日本担当）。趣味はゴルフ。